# Urho Walkama
 Urho Olavi Walkama (ursprungligen Valkama), född 25 februari 1916 i Helsingfors, död 11 juli 1974, var en finländsk sångare och skådespelare. Som barn gjorde Walkama 1929 sju skivinspelningar. 1937 medverkade Walkama i filmen Tukkijoella. Urho Walkama var bror till musikern och kompositören Kaarlo Valkama.